# Микетти, Николо
Николо Микетти, Никола Микетти, Никколо Микетти (итал. Nicolо Michetti, Nicolа e Niccolò Michetti; 7 декабря 1675, Рим — 12 ноября 1759, Рим) — итальянский архитектор, работавший в Риме и Санкт-Петербурге. В 1719—1723 годах после кончины Ж.-Б. Леблона стал главным «царским архитектором» всех строительных работ в Санкт-Петербурге и его пригородах. Строил дворцы в Стрельне, Ревеле (Таллин) и здание Кунсткамеры на Васильевском острове в столице. Мастер архитектуры петровского барокко.

## Ранние годы
Долгое время считалось, что Николо Микетти родился в Венеции и коренным образом связан с венецианской школой, однако установлено, что он является уроженцем Рима.
Микетти учился у Карло Фонтаны, мастера римского барокко, последователя знаменитого Дж. Л. Бернини, работал помощником Фонтаны на строительстве базилики Санти-Апостоли, являющейся частью Палаццо Колонна. После смерти Фонтаны достраивал спроектированный последним большой комплекс зданий Оспедале Сан-Микеле-а-Рипа в Риме.
В числе самостоятельных проектов того времени: проект Фонтана Треви (1704; был использован другой проект Николы Сальви), оформление капеллы Святого Иосифа, или Сакрипанте (1712, с алтарным образом Святого Иосифа работы Франческо Тревизани, в церкви Сант-Иньяцио (Церковь Святого Игнатия Лойолы на Марсовом поле). В 1715 году Николо Микетти вместе с Филиппо Юваррой, Антонио Каневари и другими принял участие, в конкурсе на проект сакристии Собора Святого Петра в Ватикане. B тех же годах он построил ораторий церкви Санта-Мария-ин-Транспонтина в Риме и капеллу Роспильози в церкви Сан-Франческо-а-Рипа.

## Петербургский период
Между 1718 и 1723 годами Микетти работал в России, куда был приглашен царём Петром I в качестве «царского архитектора». Агент русского царя Ю. И. Кологривов, которому Пётр поручил устраивать в Риме первых русских пансионеров-архитекторов, и велел, при случае, сыскать итальянца «поискуснее», прислал царю в 1718 году следующее письмо:

Всемилостивейший Государь. По указу вашего Величества Архитектора нанял, называется Николай Микети, которому было приказано (то есть поручено строить) здание святого Михаила, по смерти кавалера Фонтаны, однако же оной Архитектор Микети с фундаменту зачел быв товарищем с помянутым Фонтаною, какой величины и сколко покоев все наши знают кто был в риме, а паче вручено было ему то здание за ево искусство в механике ибо ради разных мануфактур художеств которыя делают в том доме нужны машины и мельницы, и кроме того что он доброй Архитектор и искусной в механике, пишет живописное гораздо нехудо, а паче перспективу, сколко мог о нем осведомился; спрашивал кардиналов, Сакрипаития И оттобония и оне не толко меня уверили о его добром состоянии но еще хотят донести вашему Величеству о его искусстве, и понеже он был Папской Архитектор в других (местах) здания строил с чего имел довольный доход того ради с великим трудом уговорился с ним за четыре тысячи Ефимков и дом свободной, чтоже умедлил по се поры договорится с ним, с великою трудностию жена склонилася чтобы он ехал, и по договоре не может прежде убратся шестаго надесяти числа апреля ибо многия монастыри и домы строил, и еще болше… Из Рима апреля 7 1718 Юрья Кологривов

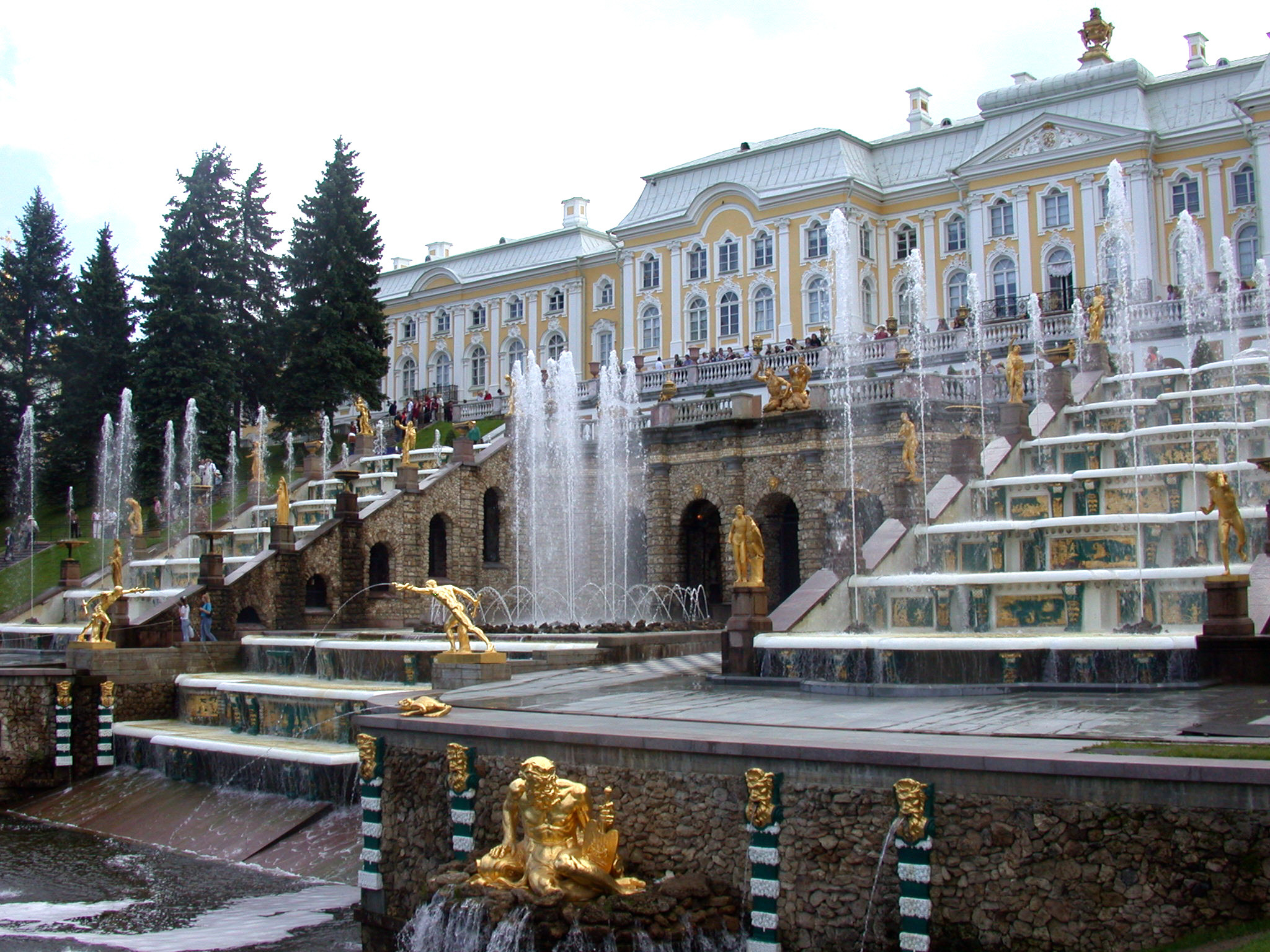
Петергоф. Большой каскад

Большой (Константиновский) дворец в Стрельне. Фотография 1921 года

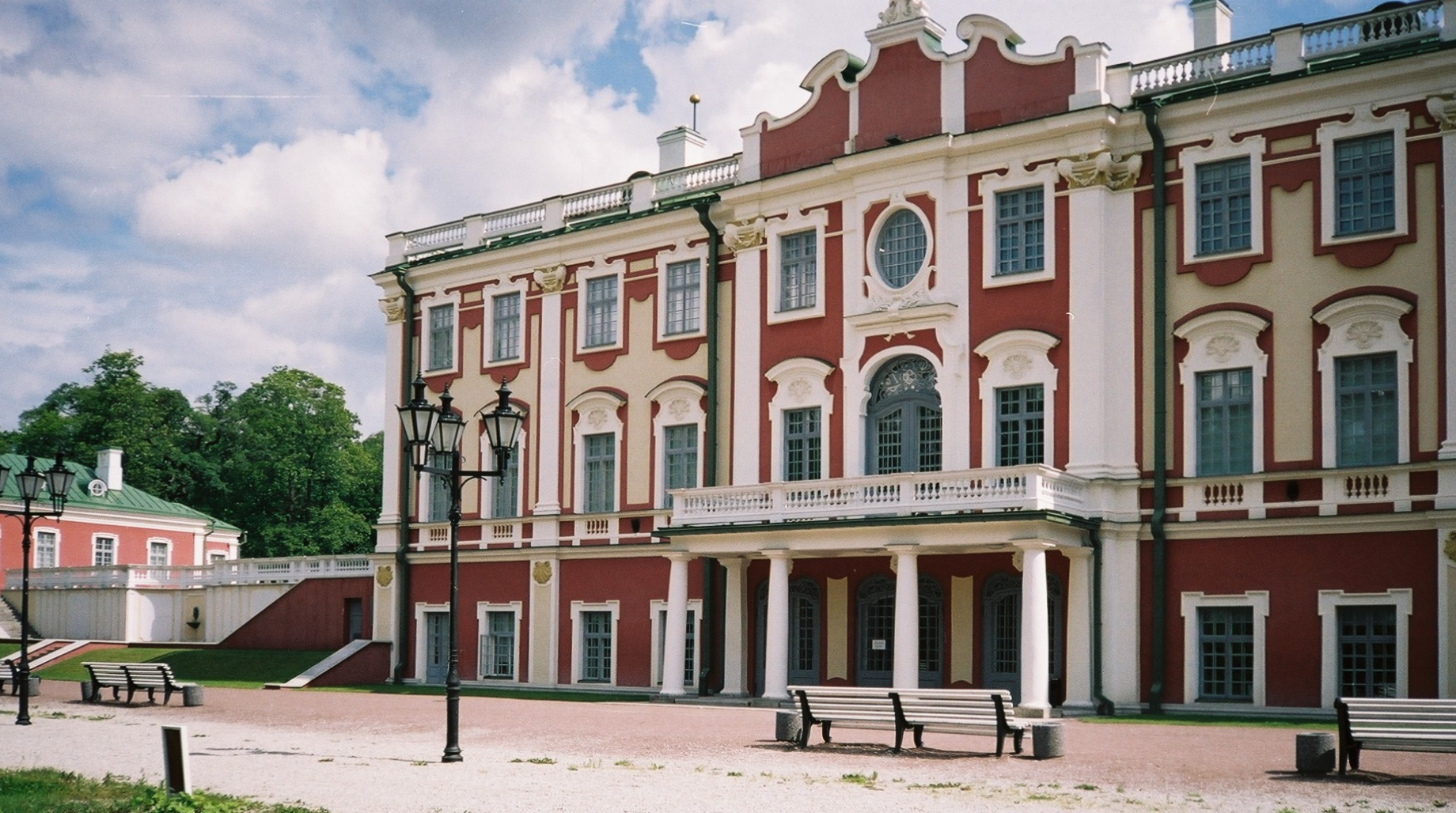
Екатеринентальский дворец (Кадриорг) в Таллине

По приезде в Петербург Микетти был обласкан Петром, а с 1719 года, после смерти Ж.-Б. Леблона, он занял положение, каким пользовался тот, и получал те же 5000 рублей, — которые на наши нынешние деньги составляли огромную сумму, — и был таким же главным архитектором всех строительных работ в Санкт-Петербурге и его окрестностях.
Он оказал Петру много услуг по выписке из Италии различных художественных произведений, особенно мраморных статуй, которых требовалось множество для только что заведённых дворцов, парков и садов. «Микетти обладал значительным опытом и живой фантазией, он на лету схватывал мысли Петра и претворял их в быстрых эскизных проектах и чертежах».
Микетти завершал работы, начатые архитектором Леблоном. С именем Микетти связан третий этап строительства царской резиденции в Петергофе, длившийся с 1719 по 1723 год. Главная заслуга Микетти — разработка проектов фонтанов и каскадов, павильонов, трельяжных беседок и оград, расширение «Верхних палат», завершение сооружения и декора Большого каскада. Он заканчивал строительство малых петергофских дворцов: Монплезира, Марли, продолжал строительство Эрмитажа, с 1720 года начал возводить дворец в Стрельне. В Летнем саду в Петербурге он строил павильон «Грот» (в 1725—1727 годах, после кончины царя Петра Грот строили по проекту архитектора М. Г. Земцова в дальнейшем перестроен архитектором Росси в Кофейный домик).
Из построек Микетти в мало изменённом виде сохранился Екатеринентальский дворец (Кадриорг) в Ревеле, который он только начал, поручив его достраивать своему ученику Михаилу Земцову, так как сам был загружен петербургскими делами. В этом дворце Микетти «ликвидировал» архитектурное наследство Леблона, оканчивая и изменяя то, что было им сделано лишь на бумаге. Проект Екатеринентальского дворца был первым, который пришлось сделать Микетти. Он должен был начать его тотчас же по приезде из Италии, так как уже 22 июля царь Пётр осматривал с ним в Ревеле место и «размеривал фундаменты». Строительными работами руководил Гаэтано Кьявери. Начиная с весны 1721 года, всю постройку вёл один Земцов, который и довёл её до конца.
В Петергофе сохранились следующие фонтаны, выполненные по проектам Николо Микетти:
- Большой каскад (Петергоф)
- Вольер (Петергоф)
- Фонтан «Пирамида»
- Сноп (фонтан)
- Солнце (фонтан)
- Фонтан «Адам»
- Фонтан «Ева»
- Фонтан-шутиха «Диванчики»

Проект монументального маяка на Чёрном Море, созданный Микетти не был осуществлён. В 1723 году Микетти взялся лично съездить по поручению царя на свою родину и отправился, взяв свыше трёх тысяч рублей на первые расходы, но обратно не вернулся. Таким образом, Микетти пробыл в Петербурге, самое большое, пять лет. Многие чертежи Микетти ныне хранятся в Государственном Эрмитаже.

## Возвращение в Рим
По возвращении в Рим в 1725 году Микетти поступил в Академию Святого Луки. Он был назначен архитектором Апостольской Палаты (La Camera Apostolica) и построек Театинского ордена.
В последующие годы он выполнил один из самых важных заказов: перестройку Палаццо Колонна в Риме (1731—1735). Микетти спроектировал корпус Новых апартаментов (Appartamenti nuovi), выходящих на Пьяцца Апостоли с длинным низким фасадом и более высокими угловыми флигелями. Такая необычная композиция призвана улучшить освещение трёх остальных корпусов дворца и парадного двора, который является одним из самых больших в Риме и служил манежем. Также Микетти создал фасад, обращённый на улицу Виа делла Пилотта. С этой стороны дворец связан с садом виллы Колонна четырьмя элегантными арками.

## Палаццо Колонна в Риме

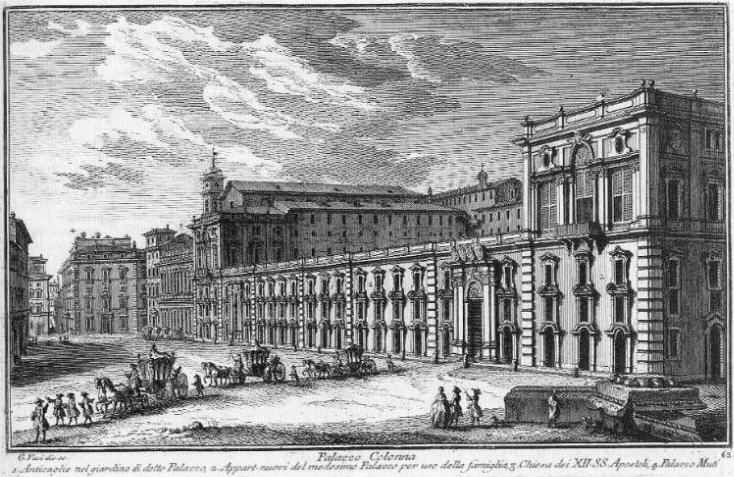
Палаццо Колонна. Гравюра 1748 года с изображением «Новых апартаментов» (Appartamenti nuovi) Николо Микетти
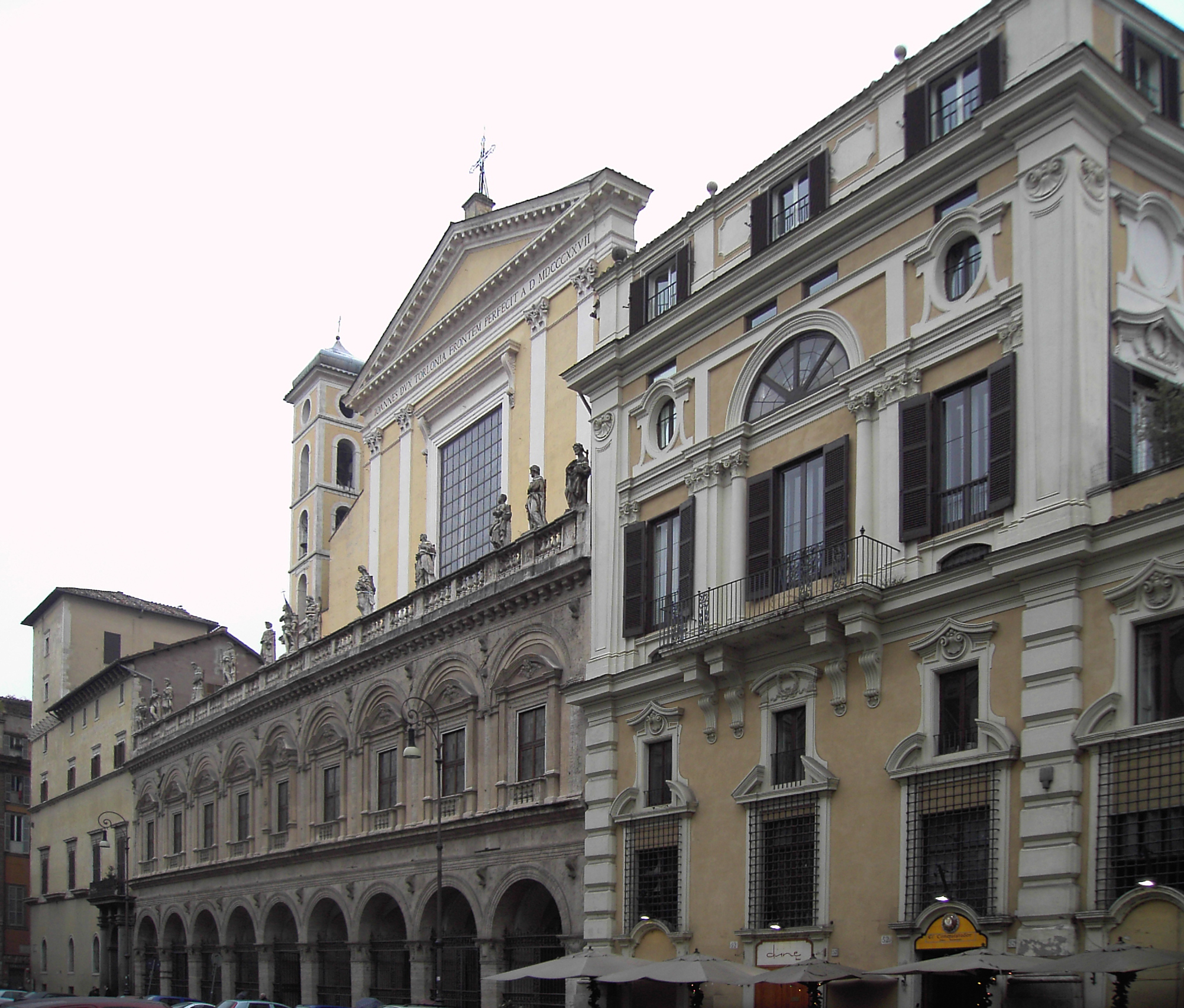
Фрагмент фасада «Новых апартаментов». Угловой корпус, примыкающий к базилике Святых Апостолов
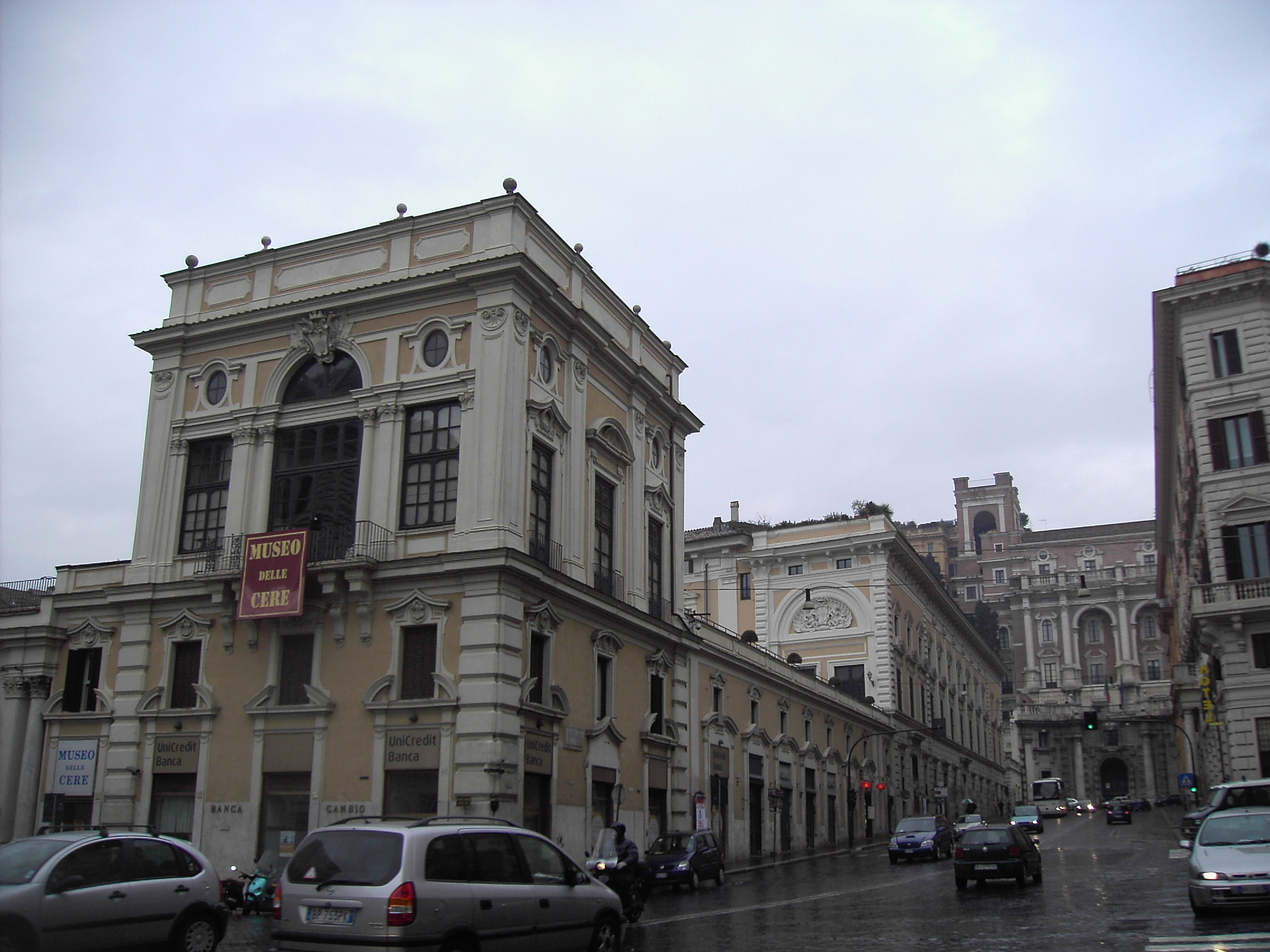
Фрагмент фасада «Новых апартаментов». Угловой корпус
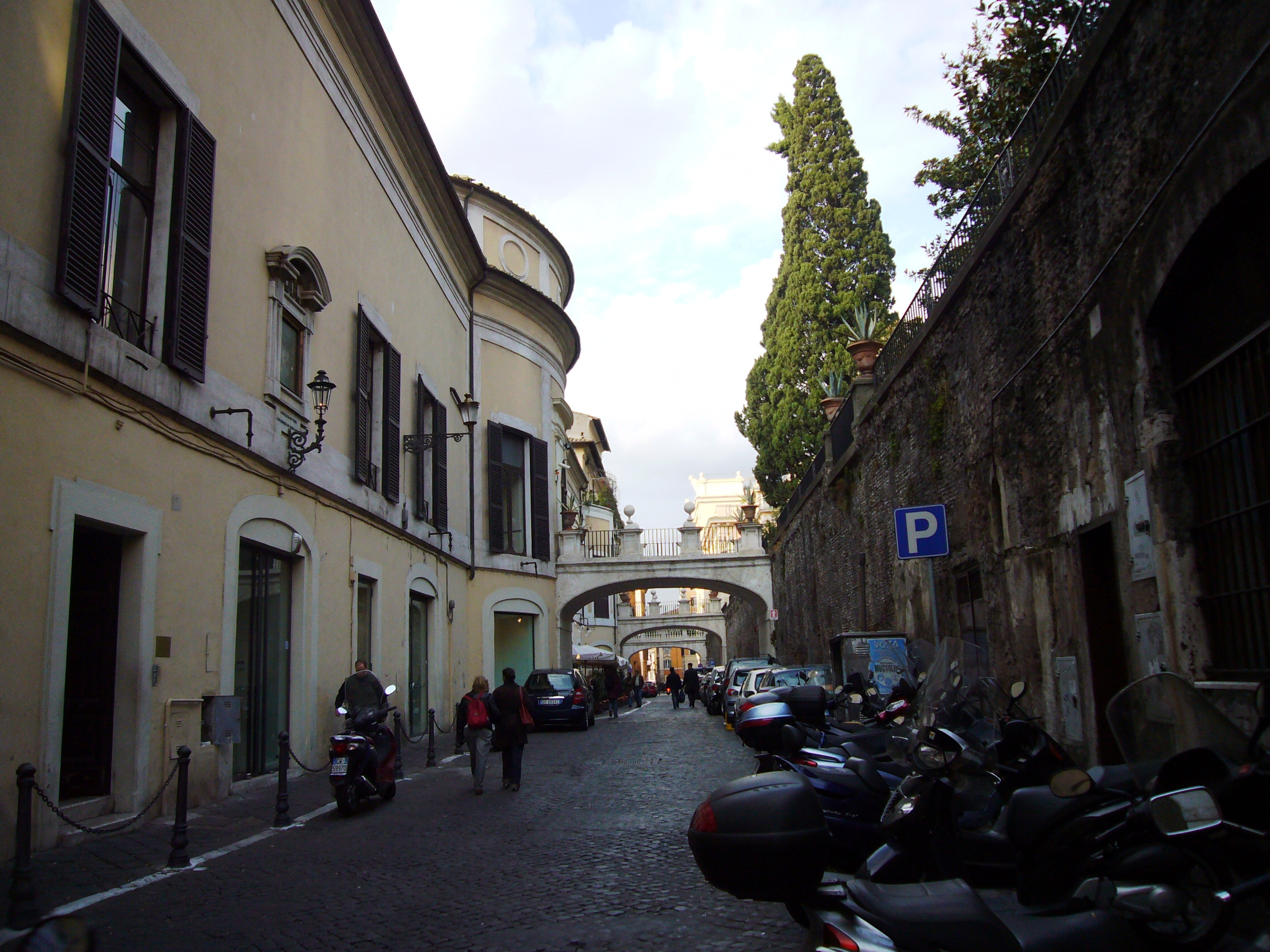
Фасад на улицу della Pilotta с четырьмя арками